# Pierre Nord Alexis

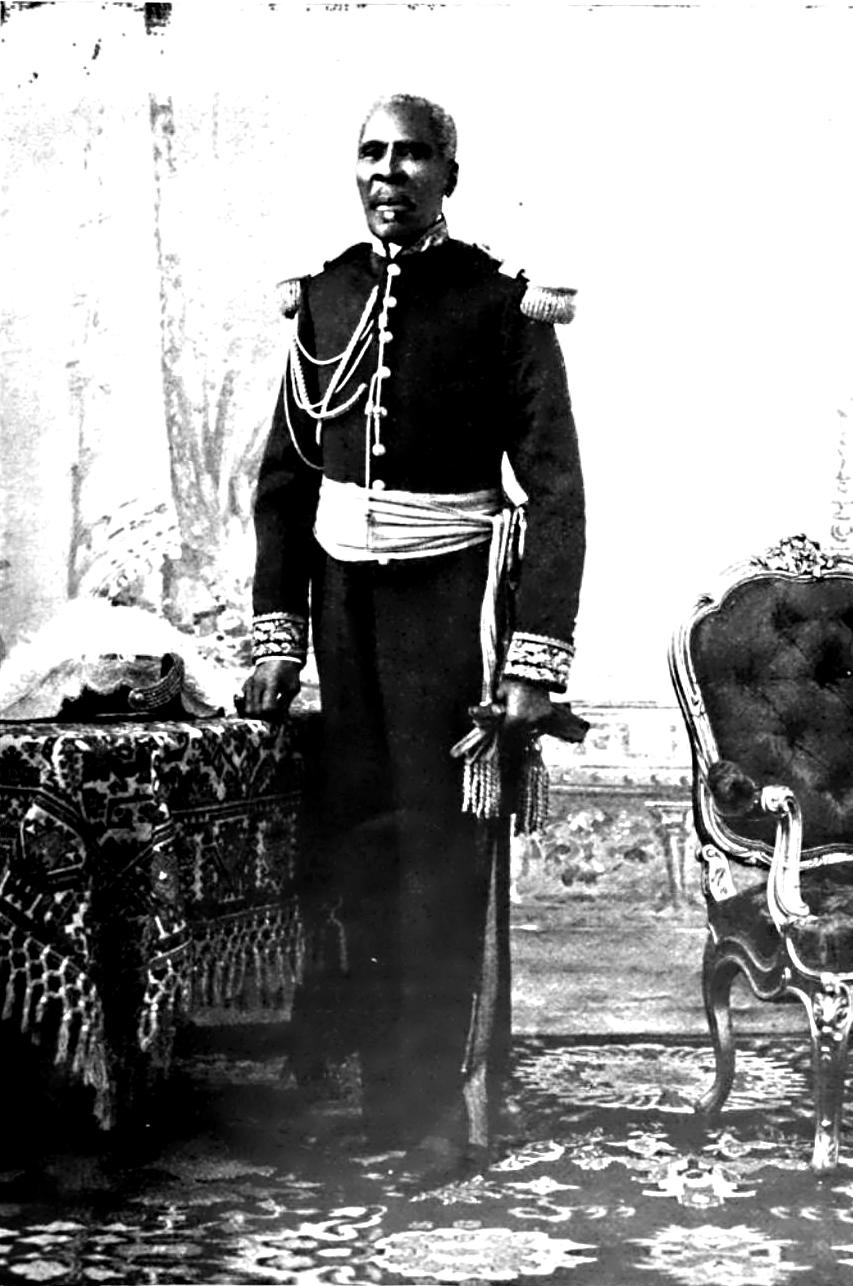
Pierre Nord Alexis

Pierre Nord Alexis (* 2. August 1820 in Cap-Haïtien; † 1. Mai 1910 in Kingston (Jamaika)) war ein haitianischer Politiker und Präsident von Haiti.

## Biografie

### Familie, militärische und berufliche Laufbahn
Nord Alexis entstammte einer seit der Unabhängigkeit Haitis von Frankreich am 1. Januar 1804 politisch und militärisch einflussreichen Familie. Sein Großvater mütterlicherseits war der Präsident und spätere König Nord-Haitis, Henri Christophe. Sein Vater diente diesem als hochrangiger Mitarbeiter. Er selbst trat in den 1830er Jahren der Armee als Kadett bei. Zwischen 1845 und 1846 war er Adjutant (Aide-de-camp) von Präsident Jean-Louis Pierrot, mit dessen Tochter Marie Louise Amélia Célestine er seit 1845 verheiratet war.
Seine politische Laufbahn begann 1867, als er bis 1869 zum Kriegsminister in das Kabinett von Präsident Sylvain Salnave berufen wurde. Nach dem Sturz von Salnave wurde er am 27. Dezember 1869 Mitglied einer Provisorischen Regierung unter dem Vorsitz von General Nissage Saget. Anschließend war er während der Präsidentschaft von Saget als General Kommandant der Armeeeinheiten im Nord. Nach dem Rücktritt von Saget 1874, bedingt durch die politischen Auseinandersetzungen zwischen den schwarzen und weißen politischen Eliten des Landes, musste er jedoch ins Exil gehen.
Nach dem Amtsantritt von Präsident Pierre Théoma Boisrond-Canal kehrte er jedoch 1876 nach Haiti zurück. Unter dessen Nachfolger Lysius Salomon war er der Sprecher und eigentliche Führer der Opposition, was dazu führte, dass er mehrfach zu Haftstrafen verurteilt wurde, bis Salomon schließlich durch einen Aufstand im August 1888 gestürzt wurde.
Präsident Florvil Hyppolite ernannte ihn nach dessen Amtsantritt im Oktober 1889 zum Befehlshaber von Armeeeinheiten im Norden Haitis. Allerdings entwickelte er sich später zu einem Gegner von Präsident Hippolyte.

### Der Weg zur Macht: Haitianischer Bürgerkrieg und der Markomannia-Zwischenfall
Nach dem Rücktritt von Präsident Tirésias Simon-Sam im Mai 1902, unter dem er das Kommando im Norden weiterhin innehatte, wurde Boisrand-Canal dessen kommissarischer Nachfolger im Amt des Präsidenten. Dessen provisorische Regierung ordnete die Wahl einer Deputiertenkammer (Chambre des Deputées) an, die zusammen mit dem Senat den Nachfolger von Simon-Sam wählen sollte.
Als Bewerber um die Präsidentschaft trat in der Folgezeit neben dem früheren Kriegsminister, Senator Seneque Pierre, und dem früheren Finanzminister, C. Fouchard, auch der Gesandte in Frankreich, Anténor Firmin, ebenfalls früherer Finanz- und Außenminister, hervor. Während Pierre und Fouchard sich direkt mit der Vorbereitung des Präsidentschaftswahlkampfes beschäftigten, bemühte sich Firmin zunächst um seine eigene Wahl zum Deputierten seiner Heimatstadt Cap-Haïtien. Der Wahlkampf in diesem Landesteil wurde täglich intensiver. Firmin setzte alles daran um seine Wahl abzusichern, während seine Gegner, die wussten, dass ein Fehler nachteilig für seine Chancen bei der Wahl zur Präsidentschaft sein würden, keine seiner Wahlkampfthesen, die für ihn abträglich waren, verneinten. Nach Tumulten in Cap-Haïtien wurde General Nord Alexis, der mittlerweile von seinem alten Freund Boisrand-Canal zum Kriegsminister in der provisorischen Regierung ernannt worden war, von dieser nach Cap-Haïtien entsandt, um dort die öffentliche Ordnung wiederherzustellen.
Bei der Eröffnungssitzung der Nationalversammlung am 28. Juni 1902 kam es zu Streitigkeiten der Anhänger und der Gegner Firmins. Marinekräfte im Hafen von Cap-Haïtien verhinderten jedoch weitere Ausschreitungen. Vielmehr beendete Firmin zunächst die Streitigkeiten und begab sich am 30. Juni 1902 nach Gonaïves, wo er zuvor zum Abgeordneten der Deputiertenkammer gewählt wurde. Bei seiner Ankunft protestierte er gegen die Provisorische Regierung und behauptete, dass die Wahlen nicht rechtmäßig waren.
In den folgenden Monaten bekämpften sich die Regierungsarmee unter Nord Alexis und die aufständischen Armeeeinheiten unter General Firmin, bis dieser schließlich bei den Kämpfen um Port-au-Prince geschlagen wurde. Firmin hatte zu dieser Zeit nur noch ihm loyale Armeeeinheiten in den im Departement Artibonite gelegenen Städten Gonaïves und Saint-Marc.
Aus dieser Situation zog Nord Alexis den Vorteil zu Verhandlungen mit den USA, in denen er seine Unterstützung für die amerikanischen Interessen in der Karibik erklärte. Die USA erwiderten diese Unterstützung durch die Verhängung einer Seeblockade der Hafenstädte Gonaïves und Saint-Marc, die den Weg zur späteren endgültigen Machtübernahme von Nord Alexis ebnete.

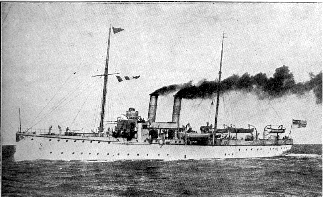
S.M.S. Panther

Im Zuge dieser Ereignisse kam es zum Markomannia-Zwischenfall. Im Kontext des haitianischen Bürgerkriegs durchsuchte das aufständische haitianische Kanonenboot Crête-à-Pierrot unter dem Kommando des haitianischen Admirals Hammerton Killick den deutschen Dampfer Markomannia. Admiral Killick, der Firmin nahestand, beschlagnahmte dabei die Waffen und Munition an Bord der Markomannia, da diese nach Ansicht der Rebellen für die Truppen von General Nord Alexis in Gonaïves bestimmt waren. Die haitianische Regierung erklärte das Boot auf Drängen des Deutschen Kaiserreiches zum „Piratenschiff“, woraufhin es am 6. September 1902 im Hafen von Gonaïves von dem Kanonenboot Panther vernichtet wurde. Die Besatzung hatte das Schiff vorher verlassen. Allerdings blieb Admiral Killick an Bord und kam auf dem Schiff um. Seine Leiche wurde später aus dem halb versunkenen Wrack geborgen.
Nach diesem Verlust begab sich Firmin am 15. Oktober 1902 auf einem Segelschiff nach Inagua.

### Präsident 1902 bis 1908
In der Zwischenzeit setzte sich der Präsidentschaftswahlkampf fort, der so aussah, als ob die Wahl eines neuen Präsidenten ein langwieriger Akt würde. Ermüdet durch einen endlosen Wahlkampf stimmte die Bevölkerung von Port-au-Prince gegen die drei bisherigen Kandidaten Senator Pierre, C. Fouchard sowie Firmin und forderte stattdessen am 17. Dezember 1902 die Wahl von General Nord Alexis, der schließlich am 21. Dezember 1902 von der Nationalversammlung für eine Amtszeit von sieben Jahren zum Präsidenten von Haiti gewählt wurde. Aufgrund Artikel 93 der Verfassung Haitis würde seine Amtszeit am 15. Mai 1909 enden.

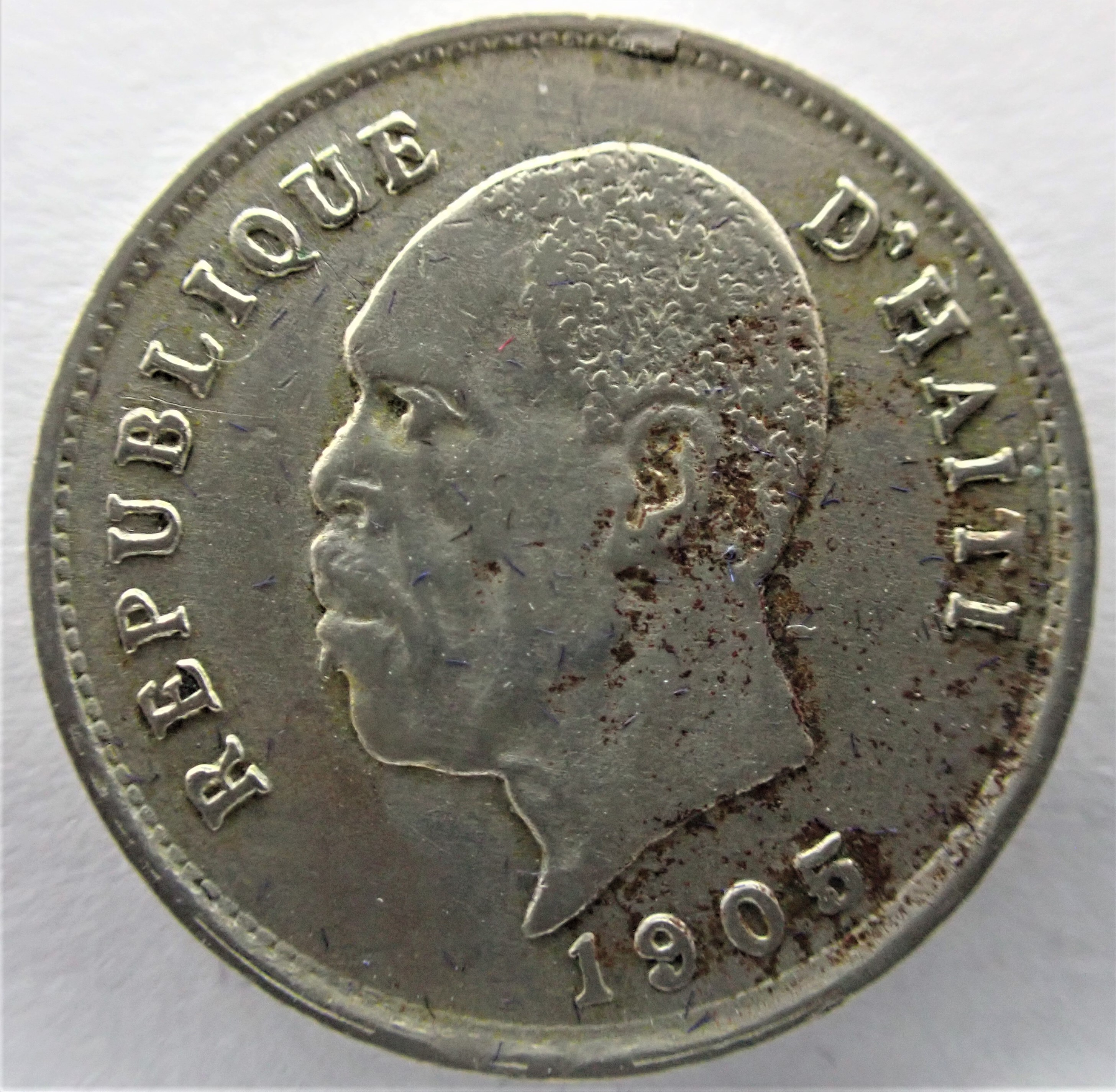
Porträt Pierre Nord Alexis auf 5 Centimes von 1905

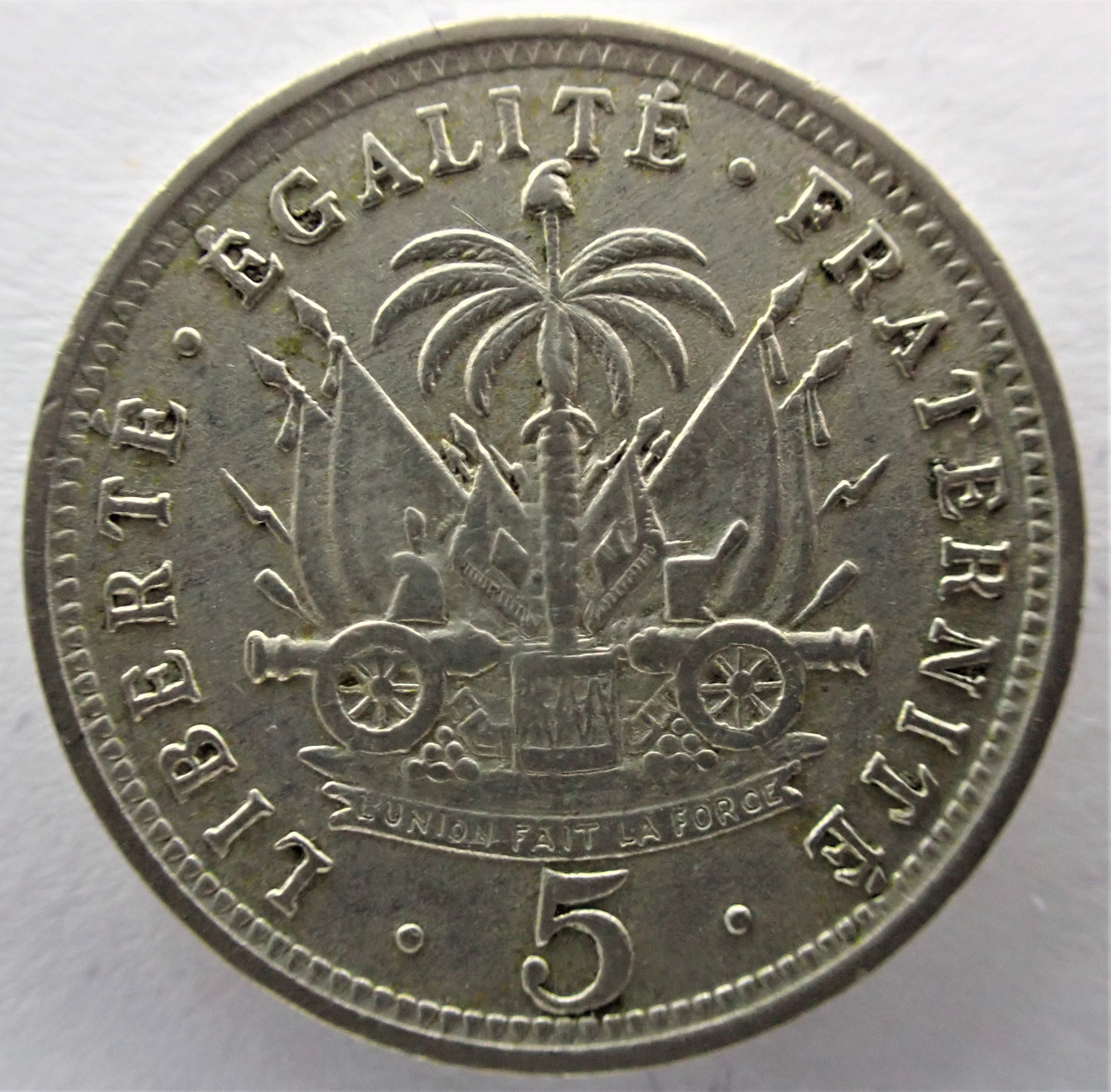
Wertseite der 5 Centimes von 1905

#### Der Konsolidierungsskandal
Finanzpolitisch zeigte er bereits unmittelbar nach seiner Wahl strikte Entschlossenheit beim Umgang mit dem Staatshaushalt. Zu dieser Zeit gab es Betrugsvorwürfe wegen der Konsolidierung der ausufernden Staatsschulden während der Regierung unter Präsident Simon-Sam. Am 22. März 1903 setzt er eine Kommission zur Untersuchung dieses so genannten Konsolidierungsskandals ein. Als Untersuchungsergebnis wurde dabei festgestellt, dass es während der Amtszeit Simon-Sams zu einer Unterschlagung von 1.257.993 US-Dollar kam.
Nach Abschluss weiterer zehnmonatiger Untersuchungen begann ein Gerichtsverfahren vor der Großen Kammer des Gerichts von Port-au-Prince. Angeklagte dieses Verfahrens waren neben dem französischen Direktor der National Bank von Haiti Joseph de la Myre Mory und deren deutsche bzw. französischen Angestellten Georg Oelrich, Rudolph Tippenhauer und Poute de Puybaudet auch der frühere Kriegsminister Vilbrun Guillaume, der frühere Generalstaatsanwalt G. Gédéon, der frühere Außenminister Brutus Saint-Victor, der vorherige Finanzminister Herard Roy sowie Demosthenes Simon-Sam, Lycurgue Simon-Sam, J. C. Arteaud und Auguste Léon.
Dieser Konsolidierungsskandal führte zu einer Reihe öffentlicher Debatten, da alle Angeklagte einflussreiche und bekannte Persönlichkeiten waren. Die Freunde der Angeklagten versuchten dabei jegliche Art von Verurteilung zu verhindern. Die National Bank von Haiti ging dabei sogar so weit öffentlich zu erklären, dass sie jede Art Hilfe für die Regierung von Präsident Nord Alexis einstellen würde, wenn nicht alle ihre ehemaligen Angeklagten freigelassen und ihnen erlaubt würde Haiti ohne weitere Ermittlungen zu verlassen. Trotz seiner persönlichen Sympathie für einige der Angeklagten sowie des ihm zugetragenen Drucks durch die Nationalbank blieb Präsident Nord Alexis bei seiner Haltung der Nichteinmischung in diesem Fall, während das haitianische Volk alle Drohungen und Flehen ignorierte und die gerichtlichen Entscheidungen in dem Fall ruhig abwartete.
Am 28. November 1904 begannen vor dem Straftribunal (Cour d'Assises) die öffentlichen Verhandlungen, die fast einen Monat andauerten. Dabei waren nicht nur der französische und der deutsche Gesandte, sondern auch ein Vertreter des Appellationsgerichts von Paris als Prozessbeobachter anwesend. Das Gericht verhandelte trotz der erdrückenden Beweislast gegenüber den Angeklagten unparteiisch und korrekt. Am Ende der Verhandlungen entschied die Jury unter Berücksichtigung von 85 Fragen, dass lediglich der frühere Finanzminister Herard Roy nicht schuldig war und daher sofort freizulassen war. Die anderen Angeklagten wurden für schuldig befunden und erhielten nachfolgenden Verurteilungen: De la Myre Mory, Oelrich, Tippenhauer und de Puybaudet zu vier Jahren Zwangsarbeit, Guillaume zu lebenslanger Zwangsarbeit, Gédéon, Demosthenes Sam und Lycurgue Simon-Sam zu drei Jahren Zwangsarbeit sowie Saint-Victor zu drei Jahren Freiheitsstrafe.
Mit der Urteilsverkündung endete der Konsolidierungsskandal, der lange ängstlich beobachtet wurde, weil man eine Verstrickung Haitis in große Schwierigkeiten sah. Trotz seines schon hohen Alters von über 80 Jahren bewies Präsident Nord Alexis große persönliche Energie bei der Aufarbeitung des Skandals.

#### Erfolge und Ende seiner Präsidentschaft
Trotz der Bedeutung des Konsolidierungsskandals bemühte sich der Präsident auch persönlich um öffentliche Bauten und Arbeiten. Unter seiner Präsidentschaft wurde nicht nur das Lycée von Port-au-Prince wieder aufgebaut, sondern auch der Bau des neuen Justizpalastes beendet. Außerdem fanden 1904 die Feierlichkeiten zum 100. Jubiläum der Unabhängigkeit Haitis am 1. Januar 1804 statt.
Im Frühjahr 1905 legte er den Grundstein der Kathedrale (Cathedrale de Notre-Dame) für den Bischofssitz, deren Bau in nur vier Jahren abgeschlossen wurde. Begierig darauf den Transport der zahlreichen Produkte des Landes zu erleichtern, veranlasste der Präsident den Bau der Eisenbahn von Cap-Haïtien auf Staatskosten, da deren Betrieb von den Konzessionsinhabern eingestellt wurde. Außerdem wurde mit dem Bau einer weiteren Eisenbahnstrecke in Gonaïves begonnen, deren Konzession einem haitianischen Staatsbürger erteilt wurde.
In seiner fast sechsjährigen Amtszeit sah sich Präsident Nord Alexis Rebellionen und Korruptionsvorwürfen gegen seine Regierung ausgesetzt. Im Januar 1908 ernannte er sich selbst zum Präsidenten auf Lebenszeit, was zur Wiedervereinigung der Unterstützer von General Antenor Firmin führte, der eine neue Revolte gegen den Präsidenten begann. Mit Ausbruch der Revolte verschlimmerten sich die bestehenden wirtschaftlichen Probleme des Landes.
Am 14. März 1908 wurden 27 Intellektuelle, darunter der bekannte Poet Massillon Coicou, verhaftet und noch am gleichen Tag hingerichtet. Coicou selbst wurde enthauptet und anschließend in ein Massengrab geworfen. Seine Hinrichtung inspirierte den französischen Lyriker Guillaume Apollinaire zur Verfassung seines Gedichts "Le Poète Assassiné".
Durch eine Hungersnot im Süden Haitis im gleichen Jahr führte zu gewalttätigen Kämpfen um Nahrung und einer neuen Rebellion, die vom Befehlshaber der Armee im Süden, General François C. Antoine Simon, angeführt wurde, den Präsident Nord Alexis zuvor seines Mandates als Abgeordneter der Deputiertenkammer enthoben hatte.
Diese Rebellion führte am 2. Dezember 1908 zu seinem Sturz und seiner Flucht ins Exil nach Kingston (Jamaika).
Nachfolger als Präsident wurde nicht sein langjähriger Rivale Antenor Firmin, sondern General Simon. Zu seiner Rückkehr nach Haiti kam es jedoch trotz Gnadenerlass von Präsident Simon nicht mehr, da er knapp vier Monate später verstarb.